# Municipio de Guevea de Humboldt
El municipio de Guevea de Humboldt es uno de los 570 municipios en que se encuentra dividido el estado mexicano de Oaxaca. Localizado en el istmo de Tehuantepec, su cabecera es el pueblo del mismo nombre.

## Geografía
El municipio de Guevea de Humboldt se encuentra localizado en el sureste del estado y en la región del Istmo de Tehuantepec; para la organización interna de los municipios de Oaxaca, pertenece a la Región Istmo y al distrito de Tehuantepec.
El municipio tiene una extensión territorial de 281.843 kilómetros cuadrados y sus coordenadas geográficas extremas son 16° 43 - 16° 48 de latitud norte y 95°18′ - 95°35′ de longitud oeste. Su altitud fluctúa entre los 300 y los 1600 metros sobre el nivel del mar. El territorio municipal es discontinuo, formado por dos segmentos territorialmente separados; el sector principal y un exclave situado al suroeste de éste, donde se encuentra la comunidad de Guadalupe.
El segmento principal del municipio limita al norte con el municipio de San Juan Mazatlán, al este y al sur con el municipio de Santa María Guienagati y al oeste con el municipio de Santiago Lachiguiri. El exclave del municipio se encuentra complementamente rodeado por el municipio de Santiago Lachiguiri.

### Orografía e hidrografía
Su orografía comprende a diversas montañas como El Picacho, Guiechona, San Isidro, El Borrego, Xigama Chico, Xigama Grande y montaña Romas. Mientras que su hidrografía está compuesta por varios arroyos al sur de su denominación, los cuales son Peña Blanca, Piedra de Muro, de León, Guiedo, Naranja Lana, Tortuga y El Arenal. Al poniente se encuentran los ríos Tlamazola, Peña Blanca y Cerro que Tiembla. Entre su flora podemos encontrar perene, pino, encino, caoba, ceiba, cedro, etc; mientras qu entre su fauna destacan especies como el tigrillo, tapir, venado mazate, tepeizcuinte, tucán, cenzontle y víbora de cascabel.

## Demografía
De acuerdo a los resultados del Censo de Población y Vivienda realizado en 2020 por el Instituto Nacional de Estadística y Geografía; la población total del municipio de Guevea de Humboldt asciende a 5 256 habitantes, de los que 2 485 son hombres y 2 771 son mujeres.

### Localidades
El municipio incluye en su territorio un total de 32 localidades. Las principales, considerando su población del censo de 2020 son:
| Localidad              | Población |
| Total Municipio        | 5 256     |
| Guevea de Humboldt     | 1 499     |
| Guadalupe              | 555       |
| Xadani                 | 425       |
| Nueva Esperanza        | 419       |
| Santa Cruz Ojo de Agua | 390       |

## Política
Su estructura política está conformada por un presidente municipal, que se encarga de formar el bando de policía y buen gobierno, reglamentar acuerdos, llevar a cabo la práctica y las decisiones tomadas por el Ayuntamiento y velar por el buen funcionamiento de la Administración Pública Municipal; un Síndico Municipal quienes se encargan de representar jurídicamente al Ayuntamiento en cualquier litigio y de gestionar la Hacienda Pública Municipal; Regidores quienes tienen a su cargo las diversas comisiones de la Administración Pública Municipal y finalmente una Tesorería Municipal encargada de recaudar los ingresos para el municipio.
La elección de dichas autoridades en el municipio de Guevea de Humboldt es mediante el principio de usos y costumbres y no mediante la legislación vigente en la mayoría de los restantes ayundamientos del país donde se realiza mediante partidos políticos. 
En consecuencia, hasta 2016, en Guevea de Humboldt la elección se realizaba mediante una consulta popular en la que solo estaban habilitados para votar los varones. En 2013, 11 mujeres impugnaron la elección realizada mediante ese método ese año, lo que llevó a que el 13 de junio de 2014 el Tribunal Electoral del Poder Judicial de la Federación declarara nula la elección y ordenara que en las subsiguientes las mujeres tuvieran el derecho a votar. Las condiciones no permitieron la celebración inmediata de elecciones, que sin embargo se llevaron a cabo el 20 de septiembre de 2016 y en las cuales las mujeres pudieron por primera ocasión ejercer el derecho al voto para elegir ayuntamiento.

### Representación legislativa
Para la elección de diputados locales al Congreso de Oaxaca y de diputados federales a la Cámara de Diputados federal, Guevea de Humboldt se encuentra integrado en los siguientes distritos electorales:
Local:
- Distrito electoral local de 18 de Oaxaca con cabecera en Santo Domingo Tehuentepec.[5]

Federal:
- Distrito electoral federal 5 de Oaxaca con cabecera en Salina Cruz.[6]

### Presidentes municipales
- (2002 - 2004): Rey Hernández Cháves
- (2005 - 2007): Roberto Avendaño Guzmán
- (2008 - 2010): Isaí Ortiz Hernández
- (2011 - 2013): Ricardo Ortiz Hernández
- (2014): Héctor Hernández Pérez
- (2014 - 2016): David González Cruz, administrador municipal[4]
- (2017 - 2019): Abiel Ortiz Gazga

- (2023-2025):Armando Reyes Morales